# Emma Leonard
Emma Leonard (* 31. Mai 1984 in Brisbane, Queensland) ist eine australische Schauspielerin und Sprecherin bei Total Genial. Dort ist sie oft in der Rolle als Verity zu sehen.
Emma Leonard war schon im Alter von zwölf Jahren als Schauspielerin tätig. Leonards Stimme ist auch in A Dog’s Tale, Bad Dog, Dogs Ears und Dogfight zu hören.

## Filme, als Sprecherin und als Schauspielerin (Auswahl)
- 2003–2006: Wicked Science (Total Genial)
- 2007: A Dog’s Tale
- 2007: Bad Dog
- 2007: Dog Ears
- 2007: Dogfight